# Pol (elektrisk)
 For alternative betydninger, se Pol. (Se også artikler, som begynder med Pol)
En elektrisk pol er et sted hvor der er enten overskud eller underskud af elektroner.
Elektriske poler findes fx på batterier og strømforsyninger, men et atom eller et molekyle kan også have elektriske poler (Se polær).